# GSC7675-2012
GSC7675-2012 — хімічно пекулярна зоря спектрального класу Sr, що має видиму зоряну величину в смузі V приблизно  9,5.

## Пекулярний хімічний склад
Зоряна атмосфера GSC7675-2012 має підвищений вміст 
Eu
.